# 徐羨曾
阿徐（ahtsui），本名徐羨曾，插畫家、設計師、舞台創作演員。1970年代香港土生土長，從事設計及插畫工作多年，現為Shammer Creative Studio （页面存档备份，存于）主理人。曾任職商台美術指導，負責多個演唱會宣傳品及舞台設計；穿梭於商業與藝術之間，多年來一直透過創作分享生活。
表演方面，從1997年開始走上舞台，在過去二十年裏共演出超過300場大小舞台表演；近年主演及參與創作之《勁金歌曲》系列、《他有囍事》、《二人餐》及《二十出頭》都叫好叫座；其中與蔡卓妍、林欣彤、糖兄妹、Robynn & Kendy、張紋嘉Crystal、細蘇及余宜發等聯合主演之《勁金歌曲》音樂劇場系列更是一再重演。
曾連續10年上演累積場數接近200場年度大事回顧式喜劇《快樂無罪》系列。
其他舞台作品包括：自編導演畫獨腳戲《一碌木》及棟篤笑作品《我不好笑》；創作及演出《愛麗斯夢醒時份》舞台劇概念畫及舉行展覽；為舞台劇《親愛的，維多利亞 Dear Victoria》創作故事文本。
較近期演出包括以編、導、演(主持)身份兩度與香港交響管樂團合作之兒童音樂會並獲好評；2017年底更首次以聯合創作、導演及演員身分參與《創+作》微電影創作計劃；另外亦為不同活動擔任司儀工作；以及參與港台製作、ViuTV、電影及電視廣告演出，其中代表作是播出超過十年的「提防中暑」廣告，於每年暑假提醒大家「响戶外唔好玩咁耐」、「飲多啲水」同埋「記得帶闊邊帽」！
除演出外，從事設計工作多年，曾任職商台美術指導；近年以插畫家身份活躍於插畫創作，2007-2009年間與森美合作於《Milk》發表《森之愛情》詩畫創作，後推出結集作品及舉行大型展覽及簽名會。自此開始與更多商業、教育及慈善機構合作，包括2010年獲LCX邀請舉行《愛麗斯夢醒時份》個人大型畫作展；自2013年至今一直擔任紅十字會《小紅星獎勵計劃》客席插畫師及設計師；參與公益金便服日2013；曾為音樂人趙增熹多個音樂會設計及繪畫音樂錄像；出版第一本個人創作繪本《一個說故事的人的故事》(慈善項目)、小說家陳慧x阿徐《K》及張紋嘉x阿徐繪本小說《聽瘋說的女孩》；2015年以自己的漫畫造型為主角，推出《方方面面》漫畫專欄及成為《精神健康月2015》宣傳大使；又因其劇場身份關係，作品更是劇場宣傳貨架上的常客。
其他合作單位包括大新人壽、公益金、立法會、黃巴士、護苗基金、東華三院、商業電台、海港城、Kiehl’s、ohmykids、富士施樂(香港)、Adobe、數碼港、美麗華商場、亞洲博覽館、 科技大學、嶺南大學、合和酒店及餐飲、恆隆地產、綠在觀塘、趙增熹、林欣彤、細蘇、小說家陳慧、丁噹、雨僑、張紋嘉Crystal、Karen龔柯允等。
其他較近期作品包括參與2008、14及17年叱吒903頒獎禮的動畫製作、為張敬軒新歌《不同班同學》繪畫單曲宣傳插畫、分別為丁噹及雨僑各自的第一首廣東歌創作mv動畫及宣傳畫、與東華三院轄下機構合作推出親子繪本系列；另外近年亦常獲邀出席分享會分享創作心得。

## 創作角色
- 兔仔頭（Toto）
- 熊貓頭（Dada）
- 菇菇仔（Gugu）
- 大新人壽福祿壽
- 方方面面
- 星星、欣欣 (紅十字會《小紅星獎勵計劃 （页面存档备份，存于）》)
- 醒爆燈（《S-qube 青年理財教育計劃》)
- 生氣的海豚小黑（玩得起 情緒繪本教材套 （页面存档备份，存于）)

## 出版刊物
- 森美x阿徐《陰晴筆定》
- 森美x阿徐《月光錯過了的角落》
- 《一個說故事的人的故事》
- 張紋嘉@Crystal x 阿徐《聽瘋說的女孩》
- 陳慧《浪遊黑羊事件簿》上、下冊
- 陳慧《K》
- 紅十字會《小紅星人道歷險記》
- 《生氣的海豚小黑（玩得起 情緒繪本教材套) （页面存档备份，存于）》
- 《方方面面》 （页面存档备份，存于）漫畫專欄 (已停刊)

## 舞台演出
- 《20出頭》(首演至九度公演) (兼任共同創作)
- 《戀愛會所》
- 《寂寞意外》
- 《快樂無罪》系列 (2002 – 2012) (兼任共同創作)
- 《今天應該很高興》
- 《愛情戲》
- 《馴情記》
- 《攣到爆》(重演)
- 《二人餐 （页面存档备份，存于）》(首演至四度公演)
- 《惡人谷》
- 《一碌木》(自編自導自演獨腳戲)
- 《我不好笑》(戲場組合舉辦之「一人一物喜劇藝術節」）(自編自導自演獨腳戲)
- 《29+1》(5次方及8次方)
- 《秘密願望》
- 《拾香紀》
- 《勁金歌曲 （页面存档备份，存于）》(首演至四度公演) (兼任共同創作)
- 《19歲半的暑假》
- 《愈痛愈美麗》首演及重演
- 《親愛的，維多利亞》 ( (兼任文本創作)
- 《男組加油》
- 《B+人生》首演及重演
- 《勁金歌曲2 - 誰比你重要？》首演及重演 (兼任共同創作)
- 《他有囍事》 (兼任共同創作)
- 《手牽手》
- 《勁金歌曲3 - 請您記住我》首演及重演
- 《廢坑的黃色笑話之條鐵是這樣煉成的》
- 《聖誕歌聲處處聞》（兼任創作與演出）(與香港交響管樂團合作)
- 《聲夢漫遊》（兼任創作與演出）(與香港交響管樂團合作)
- 《荷蘭WMC音樂節戶外表演》(兩場) (與香港交響管樂團合作)

## 錄像插畫
- 《趙增熹分子音樂盛宴》
- 陳潔儀 x 趙增熹《傾城》音樂會
- 林子祥 x 趙增熹《絕對熹祥 A Mix & Match Concert with》
- 叱吒樂壇頒獎典禮 - 陳奕迅《任我行》
- 龔柯允 《隆重而簡單 （页面存档备份，存于）》 (Official Lyrics Video)
- 丁噹《復活 （页面存档备份，存于）》(第一首廣東歌) (Official MV)
- 雨僑《花季 （页面存档备份，存于）》(Official MV)

## 個人展覽
- 《愛麗斯夢醒時份》畫作展 @阿麥廚房
- 森美x阿徐《陰晴筆定》畫作展 @尖沙咀LCX
- 《愛麗斯夢醒時份》個人大型畫作展 @尖沙咀LCX

## 幕前演出
RTHK
- 《非常平等任務:因家庭之名》（主要演員)
- 《海關故事 - 奪網行動》（主要演員)
- 《那些年•那些歌》（客串)
- 《夜不眠》（客串)
- 《申訴 II：無瑕》（客串)
- 《賓順漂流記》

ViuTV
- 《活匠當下》(第一集客席主持)

## 廣告演出
- 花王《花王液體彩漂PLUS》
- 積金局《積金英雄 （页面存档备份，存于）》
- 康泰旅行社《Stand by You （页面存档备份，存于）》
- 衛生防護中心《慎防中暑 （页面存档备份，存于）》
- Wechat 微信
- 大新人壽 （页面存档备份，存于）
- 公益金便服日 （页面存档备份，存于）
- 大家樂加拿大牧場牛火鍋
- 百佳投選最愛品牌
- 國泰航空 - 宵夜篇 （页面存档备份，存于）
- 百佳超爽激減月
- 宜家傢私 "Work!" tvc
- 維他奶 - 至緊要得你開心 （页面存档备份，存于） (2003)
- 全城狗狗行善日2015
- Rubberband - 衝 （页面存档备份，存于） (mv)

## 廣播劇
- 最好的時光

## 外部連結
- 個人網頁 （页面存档备份，存于）
- Facebook Page
- 微博 （页面存档备份，存于）